# Eutichurus abiseo
Eutichurus abiseo là một loài nhện trong họ Miturgidae.
Loài này thuộc chi Eutichurus. Eutichurus abiseo được miêu tả năm 1994 bởi Bonaldo.